# 格活语
格活语是一种在中国云南省金平苗族瑶族傣族自治县白马上寨村、营盘乡使用的南部彝语(杨六金2011)。他们的自称是Hanni 含妮，而邻接他们的哈尼人称他们为格活 (杨六金 2011:9)。格活语也在绿春县和元阳县发现(杨六金2011:5-6)。

## 分布
《金平县民族语地名词典》 (2013:89, 101)报告格合(也被称为格河； 格活；在老勐乡他们的外名是昂珞  [与同样被称为Gehe的昂罗语不同])截止至2005年在铜厂、营盘和老勐乡使用，有2,563户家庭和10,510人。